# Salvador Cardona
Salvador Cardona Balbastre (Alfauir, 12 gennaio 1901 – Pau, 15 gennaio 1985) è stato un ciclista su strada spagnolo naturalizzato francese.
Professionista dal 1928 al 1938, vinse una tappa al Tour de France e due alla Vuelta a España. Conta anche la vittoria di un titolo nazionale nella prova in linea del 1935 e della Volta Ciclista a Catalunya del 1931.

## Palmarès
- 1927 (dilettanti, una vittoria)

3ª tappa Tour du Sud-Est (Nizza > Digne)
- 1929 (Elvish-Wolber, sette vittorie)

1ª tappa Vuelta a Levante (Valencia > Villarreal)
2ª tappa Vuelta a Levante (Villarreal > Algemesi)
4ª tappa Vuelta a Levante (Alicante > Valencia)
Classifica generale Vuelta a Levante
Classifica generale Vuelta a la Comunidad Valenciana
2ª tappa Circuit de Béarn
9ª tappa Tour de France (Bayonne > Luchon)
- 1930 (Real Union Club Irun, una vittoria)

Classifica generale Bordeaux-Marsiglia
- 1931 (Orbea, cinque vittorie)

1ª tappa Volta Ciclista a Catalunya (Barcellona > Reus)
3ª tappa Volta Ciclista a Catalunya (Alcañiz > Montblanc)
5ª tappa Volta Ciclista a Catalunya (Ripoll > Terrassa)
Classifica generale Volta Ciclista a Catalunya
Bordeaux-Marsiglia
- 1932 (Orbea, tre vittorie)

6ª tappa Volta Ciclista a Catalunya (Girona > Manresa)
5ª tappa Vuelta a Levante (Alicante > Gandia)
7ª tappa Vuelta a Levante (Villanueva de Castellon > Valencia)
- 1933 (Orbea, sei vittorie)

2ª tappa Vuelta a Galicia (Orense > Lugo)
Classifica generale Vuelta a Galicia
Prueba Villafranca de Ordizia
1ª tappa Vuelta a Levante (Valencia > Castellon)
6ª tappa Vuelta a Levante (Villena > Cartagena)
8ª tappa Vuelta a Levante (Alcoy > Villanueva de Castellon)
- 1934 (Orbea, una vittoria)

2ª tappa Vuelta a Castilla y León (Salamanca > Madrid)
- 1935 (Orbea, otto vittorie)

Campionati spagnoli, Prova in linea
1ª tappa Gran Premio de la República (Eibar > Burgos)
Classifica generale Gran Premio de la República
Classifica generale Circuit des Cols Pyrénées
Classifica generale Vuelta a Mallorca
9ª tappa Vuelta a España (Valencia > Murcia)
6ª tappa Volta Ciclista a Catalunya (Puigcerdá > Girona)
7ª tappa Volta Ciclista a Catalunya (Girona > La Bisbal d'Empordá)
- 1936 (Penya Rhin, una vittoria)

9ª tappa Vuelta a España (Valencia > Tarragona)

## Piazzamenti

### Grandi Giri
- Tour de France

1928: 15º
1929: 4º
1930: 16º
1931: non partito (6ª tappa)
1935: 22º
- Vuelta a España

1935: 11º
1936: 18º